# Leute (Talksendung)

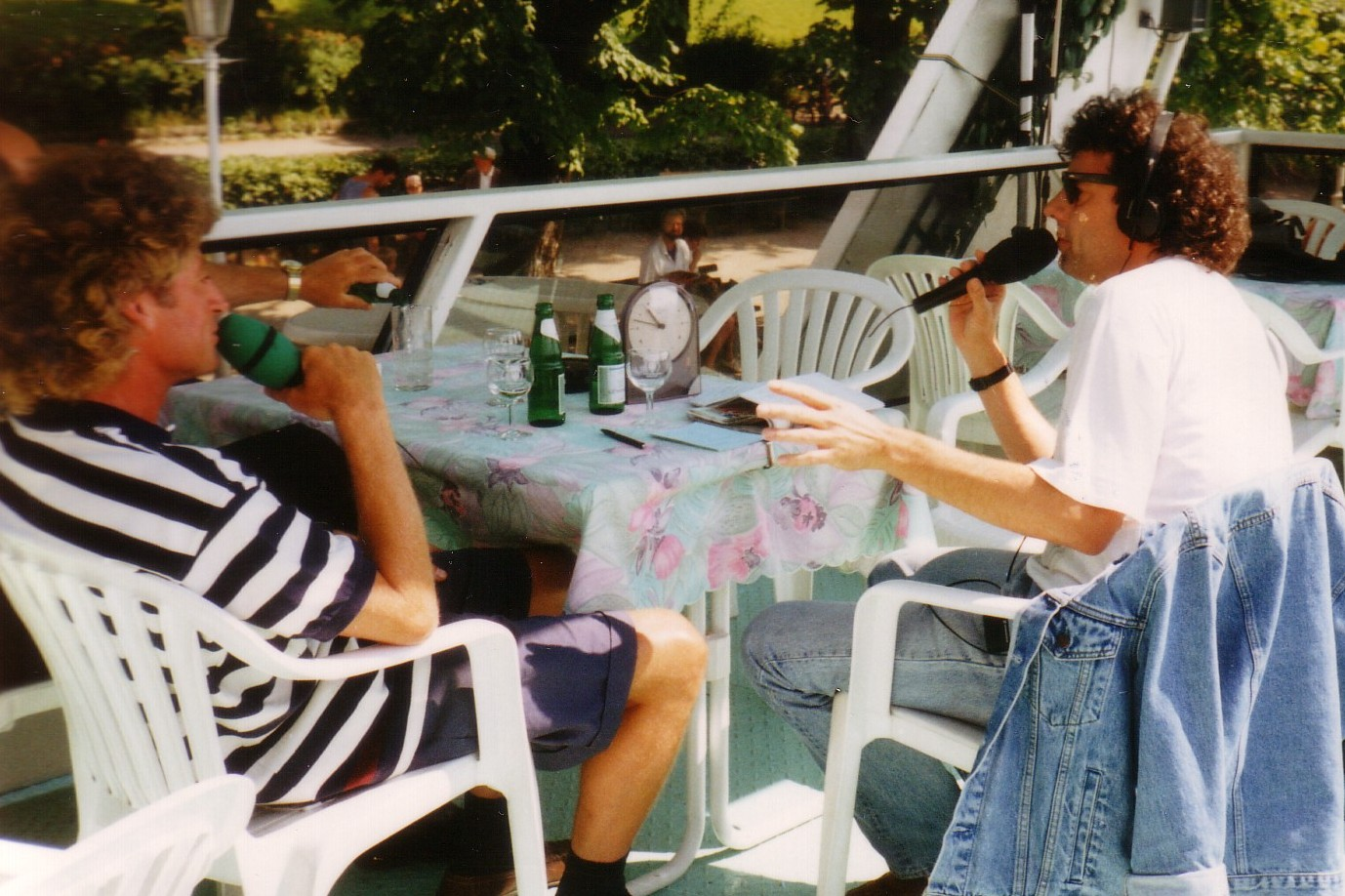
Sendung von 1995 mit Moderator Heim rechts

Leute ist eine Talksendung im Hörfunkprogramm des Südwestrundfunks (SWR). Die zweistündige Sendung wurde von 1988 bis 1998 von Montag bis Samstag zwischen 10:05 und 12 Uhr im Programm von SDR 3 ausgestrahlt, seit der Fusion des Süddeutschen Rundfunks (SDR) und des Südwestfunks (SWF) zum SWR läuft sie auf demselben Sendeplatz auf SWR1 Baden-Württemberg, sonntags auf SWR1 Rheinland-Pfalz.

## Entstehung
Die erste Folge wurde am 7. Januar 1985 noch unter dem Titel „Von 10 bis 12“ und von Wolf Renschke moderiert ausgestrahlt, danach lief die Sendung täglich von 10:05 bis 12 Uhr unter dem Titel Gäste im Studio. Wolfgang Heim und Stefan Siller entwickelten 1988 das bis heute bestehende Konzept der Sendung, die erstmals 1988 unter dem Titel Leute ausgestrahlt wurde. Heim und Siller blieben bis zum Ende ihrer Tätigkeit beim SWR Moderatoren und Redakteure der Sendung.
Die sonntägliche Sendung auf SWR1 Baden-Württemberg heißt Leute der Woche. Die Leute-Sendung in SWR1 Rheinland-Pfalz wird von wechselnden Moderatoren geleitet. Bis zum 30-jährigen Bestehen im Januar 2015 wurden über 8000 Gäste interviewt. Im Januar 2025 feiert Leute bereits sein 40-Jähriges Jubiläum.
Etliche Jahre lang wurde Leute auch im Nachtprogramm des SWR-Fernsehens als Aufzeichnung unter dem Titel SWR Leute Night gesendet. Seit Anfang der 90er-Jahre wurde ein Zusammenschnitt der Interviews eines Jahres unter dem Titel Best of Leute als Tonträger veröffentlicht.

## Konzept und Moderation
In der Sendung werden, unterbrochen von Nachrichten und Musik, meist Prominente aus Wissenschaft, Kultur, Politik, Sport, jedoch auch andere Gäste mit interessanten Biografien interviewt. Die meisten Gespräche finden im Funkhaus des SWR statt und werden live ausgestrahlt. In seltenen Fällen werden Gespräche aufgezeichnet und zu einem späteren Zeitpunkt gesendet. Die Sendung wird täglich nach der linearen Ausstrahlung als Podcast online und als Videopodcast in der ARD-Mediathek bereitgestellt. Zudem wird die Sendung werktags im Sender SWR Aktuell in der „Langstrecke“ ab 14:00 Uhr, sowie am Wochenende wiederholt. Auch der Informationssender HR-Info wiederholt am Wochenende Ausgaben der Sendung. Immer wieder gibt es Liveausgaben der Sendung mit Publikum von unterschiedlichen Orten aus.
Moderatoren der Sendung waren über viele Jahre hinweg Stefan Siller oder Wolfgang Heim. Für einzelne Gespräche waren zudem Hans-Peter Archner, Matthias Holtmann, Michel Ries, Günter Schneidewind oder Petra Zundel verantwortlich.
Stefan Siller beendete seine Tätigkeit beim SWR zum Jahresende 2015. In seiner letzten Sendung wurde er von seinem Kollegen Wolfgang Heim interviewt. Die Nachfolge von Stefan Siller übernahm Anfang 2016 Nicole Köster. Wolfgang Heim beendete seine Tätigkeit beim SWR zum 1. Juli 2022. Seine Nachfolger als Moderatoren von Leute sind Nabil Atassi und Jens Wolters.

## Auszeichnungen
Wolfgang Heim wurde 2007 mit dem Journalistenpreis der Opferschutzorganisation Weißer Ring für die Folge Das Ende des familiären Glücks ausgezeichnet.
Nabil Atassi erhielt 2022 den Deutschen Radiopreis in der Kategorie Bestes Interview für eine Folge seines Podcasts von SWR1 Baden-Württemberg Pflege am Limit: Krankenschwester auf einer Corona-Station.